# Gyrmen (gmina)
Gyrmen (bułg. Община Гърмен) – gmina w południowo-zachodniej Bułgarii, w obwodzie Błagojewgrad.

## Miejscowości
Miejscowości wchodzące w skład gminy Gyrmen:
- Bałdewo (bułg.: Балдево),
- Chwostjane (bułg.: Хвостяне),
- Debren (bułg.: Dybnica),
- Dołno Drjanowo (bułg.: Долно Дряново),
- Dybnica (bułg.: Дъбница),
- Gorno Drjanowo (bułg.: Горно Дряново),
- Gyrmen (bułg.: Гърмен) – siedziba gminy,
- Kowaczewica (bułg.: Ковачевица),
- Kruszewo (bułg.: Крушево),
- Leszten (bułg.: Лещен),
- Marczewo (bułg.: Марчево),
- Ognjanowo (bułg.: Огняново),
- Oresze (bułg.: Ореше),
- Osikowo (bułg.: Осиково),
- Ribnowo (bułg.: Рибново),
- Skrebatno (bułg.: Скребатно).